# Olympische Winterspiele 1998/Teilnehmer (Vereinigte Staaten)
| Gelbes Symbol für Goldmedaillen mit stilisierten Olympischen Ringen | Graues Symbol für Silbermedaillen mit stilisierten Olympischen Ringen | Braundes Symbol für Bronzemedaillen mit stilisierten Olympischen Ringen |
| ------------------------------------------------------------------- | --------------------------------------------------------------------- | ----------------------------------------------------------------------- |
| 6                                                                   | 3                                                                     | 4                                                                       |

Die Vereinigten Staaten nahmen an den Olympischen Winterspielen 1998 im japanischen Nagano mit einer Delegation von 186 Athleten in allen 14 Disziplinen teil, davon 105 Männer und 81 Frauen. Mit sechs Gold-, drei Silber- und vier Bronzemedaillen waren die Vereinigten Staaten die fünfterfolgreichste Nation bei den Spielen.
Fahnenträger bei der Eröffnungsfeier war der Shorttracker Eric Flaim.

## Teilnehmer nach Sportarten

### Biathlon
| Athleten                                                       | Wettbewerbe        | Zeit        | Fehler           | Rang |
| -------------------------------------------------------------- | ------------------ | ----------- | ---------------- | ---- |
| Frauen                                                         |                    |             |                  |      |
| Deborah Nordyke                                                | 7,5 km Sprint      | 25:50,5 min | 2                | 48   |
| Kristina Sabasteanski                                          | 7,5 km Sprint      | 25:12,2 min | 1                | 33   |
| Kara Salmela                                                   | 15 km Einzel       | 1:04:43,7 h | 5                | 56   |
| Ntala Skinner                                                  | 15 km Einzel       | 1:09:09,0 h | 3                | 61   |
| Stacey Wooley                                                  | 7,5 km Sprint      | 27:03,0 min | 3                | 58   |
| Stacey Wooley                                                  | 15 km Einzel       | 1:03:57,3 h | 2                | 55   |
| Ntala Skinner Stacey Wooley Kara Salmela Kristina Sabasteanski | 4 × 7,5 km Staffel | 1:48:30,2 h | 1 + 12 Nachlader | 15   |
| Männer                                                         |                    |             |                  |      |
| Jay Hakkinen                                                   | 10 km Sprint       | 31:31,6 min | 3                | 60   |
| Jay Hakkinen                                                   | 20 km Einzel       | 1:02:10,3 h | 4                | 42   |
| Robert Rosser                                                  | 20 km Einzel       | 1:08:35,7 h | 7                | 69   |
| Dan Westover                                                   | 10 km Sprint       | 30:39,5 min | 1                | 49   |
| Jay Hakkinen Dan Westover Andrew Erickson Robert Rosser        | 4 × 7,5 km Staffel | 1:28:13,9 h | 0 + 15 Nachlader | 17   |

### Bob
| Athleten                                           | Wettbewerb | Lauf 1  | Lauf 1 | Lauf 2  | Lauf 2 | Lauf 3  | Lauf 3 | Lauf 4  | Lauf 4 | Gesamt      | Gesamt |
| Athleten                                           | Wettbewerb | Zeit    | Rang   | Zeit    | Rang   | Zeit    | Rang   | Zeit    | Rang   | Zeit        | Rang   |
| -------------------------------------------------- | ---------- | ------- | ------ | ------- | ------ | ------- | ------ | ------- | ------ | ----------- | ------ |
| Männer                                             |            |         |        |         |        |         |        |         |        |             |        |
| Jim Herberich Bob Olesen                           | Zweierbob  | 54,91 s | 10     | 54,70 s | 9      | 54,46 s | 8      | 54,46 s | 5      | 3:38,53 min | 7      |
| Brian Shimer Garrett Hines                         | Zweierbob  | 54,88 s | 9      | 54,79 s | 13     | 54,42 s | 6      | 54,66 s | 11     | 3:38,75 min | 10     |
| Jim Herberich Darrin Steele John Kasper Bob Olesen | Viererbob  | 53,74 s | 15     | 53,72 s | 14     | 53,81 s | 8      | –       | –      | 2:41,27 min | 12     |
| Brian Shimer Chip Minton Randy Jones Garrett Hines | Viererbob  | 52,93 s | 4      | 53,42 s | 4      | 53,73 s | 4      | –       | –      | 2:40,08 min | 5      |

### Curling
| Wettbewerb       | Männer                                                                                         | Frauen                                                                                          |
| ---------------- | ---------------------------------------------------------------------------------------------- | ----------------------------------------------------------------------------------------------- |
| Spieler          | Myles Brundidge John Gordon Mike Peplinski Tim Solin Tim Somerville (Skip)                     | Erika Brown Debbie Henry Stacey Liapis Lori Mountford Lisa Schoeneberg (Skip)                   |
| Vorrunde         | Schweden 2:6 Kanada 3:11 Norwegen 7:6 Schweiz 2:7 Deutschland 8:5 Japan 6:8 Großbritannien 6:3 | Kanada 6:7 Schweden 5:8 Deutschland 8:5 Großbritannien 5:8 Dänemark 5:8 Norwegen 8:9 Japan 10:2 |
| Tiebreaker       | Schweden 5:2 Japan 5:4                                                                         | –                                                                                               |
| Halbfinale       | Kanada 1:7                                                                                     | –                                                                                               |
| Finale           | –                                                                                              | –                                                                                               |
| Spiel um Platz 3 | Norwegen 4:9                                                                                   | –                                                                                               |
| Platzierung      | 4.                                                                                             | 5.                                                                                              |

### Eishockey
| Wettbewerb    | Männer | Frauen |
| ------------- | --- | --- |
| Spieler       | Tony Amonte Bryan Berard Keith Carney Chris Chelios Adam Deadmarsh Bill Guerin Derian Hatcher Kevin Hatcher Jamie Langenbrunner Brett Hull Pat LaFontaine John LeClair Brian Leetch Mike Modano Joel Otto Mike Richter Jeremy Roenick Mathieu Schneider Gary Suter Keith Tkachuk John Vanbiesbrouck Doug Weight | Chris Bailey Laurie Baker Alana Blahoski Lisa Brown-Miller Karyn Bye Colleen Coyne Sara DeCosta Tricia Dunn Cammi Granato Katie King Shelley Looney Sue Merz Allison Mleczko Tara Mounsey Vicki Movsessian Angela Ruggiero Jenny Schmidgall Sarah Tueting Gretchen Ulion Sandra Whyte |
| Trainer       | Ron Wilson | Ben Smith |
| Vorrunde      | – | Volksrepublik China 5:0 (2:0, 1:0, 2:0) Schweden 7:1 (1:1, 4:0, 2:0) Finnland 4:2 (1:1, 3:1, 0:0) Japan 10:0 (5:0, 2:0, 3:0) Kanada 7:4 (1:1, 0:0, 6:3) |
| Zwischenrunde | Schweden 2:4 (2:1, 0:2, 0:1) Belarus 5:2 (2:1, 1:0, 2:1) Kanada 1:4 (0:1, 0:2, 1:1) | – |
| Viertelfinale | Tschechien 1:4 (1:0, 0:3, 0:1) | – |
| Halbfinale    | ausgeschieden | – |
| Finale        | ausgeschieden | Kanada 3:1 (0:0, 1:0, 2:1) |
| Platzierung   | 5. | Gold |

### Eiskunstlauf
| Athleten                         | Wettbewerbe | Kurzprogramm | Pflichttanz | Originaltanz | Kür/Kürtanz | Gesamt    | Gesamt |
| Athleten                         | Wettbewerbe | Rang         | Rang        | Rang         | Rang        | Bewertung | Rang   |
| -------------------------------- | ----------- | ------------ | ----------- | ------------ | ----------- | --------- | ------ |
| Männer                           |             |              |             |              |             |           |        |
| Todd Eldredge                    | Einzel      | 3            | –           | –            | 4           | 5,5       | 4      |
| Michael Weiss                    | Einzel      | 11           | –           | –            | 6           | 11,5      | 7      |
| Frauen                           |             |              |             |              |             |           |        |
| Nicole Bobek                     | Einzel      | 17           | –           | –            | 17          | 25,5      | 17     |
| Michelle Kwan                    | Einzel      | 1            | –           | –            | 2           | 2,5       | Silber |
| Tara Lipinski                    | Einzel      | 2            | –           | –            | 1           | 2,0       | Gold   |
| Mixed                            |             |              |             |              |             |           |        |
| Jessica Joseph Charles Butler    | Eistanz     | –            | 21          | 20           | 21          | 41,4      | 21     |
| Elizabeth Punsalan Jerod Swallow | Eistanz     | –            | 7           | 7            | 7           | 14,0      | 7      |
| Kyoko Ina Jason Dungjen          | Paarlauf    | 4            | –           | –            | 4           | 6,0       | 4      |
| Jenni Meno Todd Sand             | Paarlauf    | 6            | –           | –            | 9           | 12,0      | 8      |

### Eisschnelllauf
| Athleten           | Wettbewerbe | Lauf 1  | Lauf 1 | Lauf 2  | Lauf 2 | Gesamt       | Gesamt |
| Athleten           | Wettbewerbe | Zeit    | Rang   | Zeit    | Rang   | Zeit         | Rang   |
| ------------------ | ----------- | ------- | ------ | ------- | ------ | ------------ | ------ |
| Frauen             |             |         |        |         |        |              |        |
| Moira D’Andrea     | 500 m       | 39,83 s | 18     | 40,09 s | 23     | 1:19,92 min  | 19     |
| Moira D’Andrea     | 1000 m      | –       | –      | –       | –      | 1:18,38 min  | 9      |
| Moira D’Andrea     | 1500 m      | –       | –      | –       | –      | 2:02,47 min  | 14     |
| Kirstin Holum      | 3000 m      | –       | –      | –       | –      | 4:12,24 min  | 6      |
| Kirstin Holum      | 5000 m      | –       | –      | –       | –      | 7:14,20 min  | 7      |
| Catherine Raney    | 1000 m      | –       | –      | –       | –      | 4:22,55 min  | 22     |
| Jennifer Rodriguez | 1000 m      | –       | –      | –       | –      | 1:19,19 min  | 13     |
| Jennifer Rodriguez | 1500 m      | –       | –      | –       | –      | 2:00,97 min  | 8      |
| Jennifer Rodriguez | 3000 m      | –       | –      | –       | –      | 4:11,64 min  | 4      |
| Jennifer Rodriguez | 5000 m      | –       | –      | –       | –      | 7:16,78 min  | 10     |
| Amy Sannes         | 500 m       | 40,41 s | 27     | 40,49 s | 26     | 1:20,90 min  | 26     |
| Becky Sundstrom    | 500 m       | 40,20 s | 25     | 39,66 s | 15     | 1:19,86 min  | 17     |
| Becky Sundstrom    | 1000 m      | –       | –      | –       | –      | 1:18,23 min  | 6      |
| Becky Sundstrom    | 1500 m      | –       | –      | –       | –      | 2:01,81 min  | 12     |
| Chris Witty        | 500 m       | 39,09 s | 6      | 39,44 s | 12     | 1:18,53 min  | 10     |
| Chris Witty        | 1000 m      | –       | –      | –       | –      | 1:16,79 min  | Silber |
| Chris Witty        | 1500 m      | –       | –      | –       | –      | 1:58,97 min  | Bronze |
| Männer             |             |         |        |         |        |              |        |
| KC Boutiette       | 1000 m      | –       | –      | –       | –      | 1:11,75 min  | 8      |
| KC Boutiette       | 1500 m      | –       | –      | –       | –      | 1:50,04 min  | 5      |
| KC Boutiette       | 5000 m      | –       | –      | –       | –      | 6:39,67 min  | 14     |
| KC Boutiette       | 10.000 m    | –       | –      | –       | –      | 13:44,03 min | 8      |
| Cory Carpenter     | 500 m       | 37,35 s | 39     | 37,76 s | 36     | 1:15,11 min  | 36     |
| Cory Carpenter     | 1000 m      | –       | –      | –       | –      | 1:13,03 min  | 29     |
| Cory Carpenter     | 1500 m      | –       | –      | –       | –      | 1:53,50 min  | 32     |
| Dave Cruikshank    | 500 m       | 36,67 s | 21     | 36,86 s | 28     | 1:13,53 min  | 25     |
| Casey FitzRandolph | 500 m       | 35,81 s | 3      | 36,39 s | 13     | 1:12,20 min  | 6      |
| Casey FitzRandolph | 1000 m      | –       | –      | –       | –      | 1:11,64 min  | 7      |
| Casey FitzRandolph | 1500 m      | –       | –      | –       | –      | 1:53,26 min  | 31     |
| Nathaniel Mills    | 1000 m      | –       | –      | –       | –      | 1:12,61 min  | 23     |
| Marc Pelchat       | 500 m       | 36,94 s | 32     | 36,41 s | 15     | 1:13,35 min  | 23     |
| Dave Tamburrino    | 1500 m      | –       | –      | –       | –      | 1:54,19 min  | 35     |
| Dave Tamburrino    | 5000 m      | –       | –      | –       | –      | 6:41,19 min  | 16     |
| Dave Tamburrino    | 10.000 m    | –       | –      | –       | –      | 14:12,00 min | 16     |

### Freestyle-Skiing
| Athleten         | Wettbewerbe | Qualifikation | Qualifikation | Finale             | Finale             |
| Athleten         | Wettbewerbe | Punkte        | Rang          | Punkte             | Rang               |
| ---------------- | ----------- | ------------- | ------------- | ------------------ | ------------------ |
| Frauen           |             |               |               |                    |                    |
| Ann Battelle     | Buckelpiste | 21,24         | 16            | 23,65              | 10                 |
| Stacey Blumer    | Springen    | 130,90        | 20            | Nicht qualifiziert | Nicht qualifiziert |
| Tracy Evans      | Springen    | 147,23        | 17            | Nicht qualifiziert | Nicht qualifiziert |
| Liz McIntyre     | Buckelpiste | 23,07         | 3             | 23,72              | 8                  |
| Nikki Stone      | Springen    | 174,00        | 4             | 193,00             | Gold               |
| Donna Weinbrecht | Buckelpiste | 23,35         | 1             | 24,02              | 4                  |
| Männer           |             |               |               |                    |                    |
| Eric Bergoust    | Springen    | 232,61        | 4             | 255,64             | Gold               |
| Matt Chojnacki   | Springen    | 165,08        | 21            | Nicht qualifiziert | Nicht qualifiziert |
| Evan Dybvig      | Buckelpiste | 4,55          | 31            | Nicht qualifiziert | Nicht qualifiziert |
| Mariano Ferrario | Springen    | 186,98        | 15            | Nicht qualifiziert | Nicht qualifiziert |
| Jim Moran        | Buckelpiste | 22,90         | 23            | Nicht qualifiziert | Nicht qualifiziert |
| Jonny Moseley    | Buckelpiste | 26,53         | 1             | 26,93              | Gold               |
| Britt Swartley   | Springen    | 247,08        | 2             | 231,61             | 5                  |
| Alex Wilson      | Buckelpiste | 24,32         | 10            | 24,68              | 10                 |

### Nordische Kombination
| Athleten                                            | Wettbewerb           | Skispringen  | Skispringen  | Skispringen  | Skispringen  | Skispringen  | Skispringen  | Skispringen | Skispringen | Langlauf | Langlauf | Gesamt  | Rang |
| Athleten                                            | Wettbewerb           | 1. Durchgang | 1. Durchgang | 1. Durchgang | 2. Durchgang | 2. Durchgang | 2. Durchgang | Gesamt      | Gesamt      | Zeit     | Rang     | Gesamt  | Rang |
| Athleten                                            | Wettbewerb           | Weite        | Punkte       | Rang         | Weite        | Punkte       | Rang         | Punkte      | Rang        | Zeit     | Rang     | Gesamt  | Rang |
| --------------------------------------------------- | -------------------- | ------------ | ------------ | ------------ | ------------ | ------------ | ------------ | ----------- | ----------- | -------- | -------- | ------- | ---- |
| Männer                                              |                      |              |              |              |              |              |              |             |             |          |          |         |      |
| Bill Demong                                         | Einzel Normalschanze | 87,5 m       | 110,5        | 8            | 82,0         | 98,0         | 34           | 208,5       | 19          | 44:03,9  | 40       | 47:18,9 | 34   |
| Dave Jarrett                                        | Einzel Normalschanze | 85,5 m       | 105,5        | 18           | 78,0 m       | 89,5         | 41           | 195,0       | 34          | 42:16,0  | 25       | 46:52,0 | 30   |
| Todd Lodwick                                        | Einzel Normalschanze | 82,5 m       | 101,0        | 29           | 89,0 m       | 116,0        | 9            | 217,0       | 13          | 42:33,4  | 28       | 44:57,4 | 20   |
| Tim Tetreault                                       | Einzel Normalschanze | 79,5 m       | 94,0         | 40           | 81,0 m       | 96,5         | 36           | 190,5       | 39          | 42:45,5  | 29       | 47:48,5 | 36   |
| Dave Jarrett Tim Tetreault Bill Demong Todd Lodwick | Teamwettbewerb       | 346,0 m      | 404,0        | 8            | 335,5 m      | 403,0        | 9            | 807,0       | 9           | 55:53,6  | 6        | 58:38,6 | 10   |

### Rennrodeln
| Athlet                      | Wettbewerb   | Lauf 1   | Lauf 1 | Lauf 2   | Lauf 2 | Lauf 3   | Lauf 3 | Lauf 4   | Lauf 4 | Gesamt       | Gesamt |
| Athlet                      | Wettbewerb   | Zeit     | Rang   | Zeit     | Rang   | Zeit     | Rang   | Zeit     | Rang   | Zeit         | Rang   |
| --------------------------- | ------------ | -------- | ------ | -------- | ------ | -------- | ------ | -------- | ------ | ------------ | ------ |
| Frauen                      |              |          |        |          |        |          |        |          |        |              |        |
| Bethany Calcaterra-McMahon  | Einsitzer    | 51,696 s | 7      | 51,651 s | 7      | 51,296 s | 7      | 50,915 s | 8      | 3:25,558 min | 8      |
| Cammy Myler                 | Einsitzer    | 51,795 s | 9      | 51,654 s | 8      | 51,219 s | 6      | 50,807 s | 6      | 3:25,475 min | 7      |
| Erin Warren                 | Einsitzer    | 51,644 s | 6      | 51,461 s | 6      | 51,364 s | 8      | 50,859 s | 7      | 3:25,328 min | 6      |
| Männer                      |              |          |        |          |        |          |        |          |        |              |        |
| Larry Dolan                 | Einsitzer    | 50,558 s | 15     | 50,163 s | 12     | 50,140 s | 12     | 50,267 s | 12     | 3:21,128 min | 13     |
| Adam Heidt                  | Einsitzer    | 50,401 s | 13     | 49,899 s | 8      | 49,971 s | 9      | 49,827 s | 4      | 3:20,098 min | 9      |
| Wendel Suckow               | Einsitzer    | 50,069 s | 6      | 49,871 s | 7      | 49,908 s | 6      | 49,880 s | 5      | 3:19,728 min | 6      |
| Mark Grimmette Brian Martin | Doppelsitzer | 50,716 s | 3      | 50,501 s | 2      | –        | –      | –        | –      | 1:41,217 min | Bronze |
| Chris Thorpe Gordy Sheer    | Doppelsitzer | 50,634 s | 2      | 50,493 s | 1      | –        | –      | –        | –      | 1:41,127 min | Silber |

### Shorttrack
| Athleten                                                              | Wettbewerbe    | Vorlauf      | Vorlauf | Viertelfinale | Viertelfinale | Halbfinale    | Halbfinale    | Finale                 | Finale        | Rang |
| Athleten                                                              | Wettbewerbe    | Zeit         | Rang    | Zeit          | Rang          | Zeit          | Rang          | Zeit                   | Rang          | Rang |
| --------------------------------------------------------------------- | -------------- | ------------ | ------- | ------------- | ------------- | ------------- | ------------- | ---------------------- | ------------- | ---- |
| Frauen                                                                |                |              |         |               |               |               |               |                        |               |      |
| Erin Gleason                                                          | 500 m          | 48,767 s     | 2       | 46,425 s      | 4             | ausgeschieden | ausgeschieden | ausgeschieden          | ausgeschieden | 13   |
| Erin Gleason                                                          | 1000 m         | 1:36,965 min | 3       | ausgeschieden | ausgeschieden | ausgeschieden | ausgeschieden | ausgeschieden          | ausgeschieden | 18   |
| Amy Peterson                                                          | 500 m          | 46,764 s     | 3       | ausgeschieden | ausgeschieden | ausgeschieden | ausgeschieden | ausgeschieden          | ausgeschieden | 19   |
| Amy Peterson                                                          | 1000 m         | 1:33,530 min | 1       | 1:36,274 min  | 2             | 1:35,644 min  | 4             | B-Finale: 1:37,348 min | 1             | 4    |
| Erin Porter                                                           | 500 m          | 1:04,113 min | 4       | ausgeschieden | ausgeschieden | ausgeschieden | ausgeschieden | ausgeschieden          | ausgeschieden | 28   |
| Erin Porter                                                           | 1000 m         | 1:52,939 min | 4       | ausgeschieden | ausgeschieden | ausgeschieden | ausgeschieden | ausgeschieden          | ausgeschieden | 28   |
| Erin Gleason Caroline Hallisey Amy Peterson Erin Porter Cathie Turner | 3000 m Staffel | –            | –       | –             | –             | 4:33,352 min  | 4             | B-Finale: 4:26,253 min | 1             | 5    |
| Männer                                                                |                |              |         |               |               |               |               |                        |               |      |
| Andy Gabel                                                            | 500 m          | 43,899 s     | 2       | 44,124 s      | 3             | 59,811 s      | 4             | B-Finale: 43,072 s     | 3             | 7    |
| Andy Gabel                                                            | 1000 m         | 1:31,672 min | 2       | 1:35,641 min  | 3             | 1:32,985 min  | 1             | 1:33,518 min           | 4             | 4    |
| Scott Koons                                                           | 1000 m         | 1:31,110 min | 4       | ausgeschieden | ausgeschieden | ausgeschieden | ausgeschieden | ausgeschieden          | ausgeschieden | 25   |
| Rusty Smith                                                           | 500 m          | 44,584 s     | 3       | ausgeschieden | ausgeschieden | ausgeschieden | ausgeschieden | ausgeschieden          | ausgeschieden | 22   |
| Rusty Smith                                                           | 1000 m         | 1:33,326 min | 1       | 1:39,775 min  | 4             | ausgeschieden | ausgeschieden | ausgeschieden          | ausgeschieden | 13   |
| Dan Weinstein                                                         | 500 m          | 43,492 s     | 3       | ausgeschieden | ausgeschieden | ausgeschieden | ausgeschieden | ausgeschieden          | ausgeschieden | 17   |
| Eric Flaim Andy Gabel Tommy O’Hare Rusty Smith                        | 5000 m Staffel | –            | –       | –             | –             | 7:16,724 min  | 4             | B-Finale: 7:02,014 min | 2             | 6    |

### Ski Alpin
| Athleten         | Wettbewerbe        | 1. Lauf     | 1. Lauf | 2. Lauf     | 2. Lauf | Gesamt      | Gesamt |
| Athleten         | Wettbewerbe        | Zeit        | Rang    | Zeit        | Rang    | Zeit        | Rang   |
| ---------------- | ------------------ | ----------- | ------- | ----------- | ------- | ----------- | ------ |
| Frauen           |                    |             |         |             |         |             |        |
| Kirsten Clark    | Abfahrt            | –           | –       | –           | –       | 1:32,25 min | 28     |
| Kirsten Clark    | Alpine Kombination | 1:31,47 min | 17      | 1:20,78 min | 19      | 2:52,25 min | 18     |
| Kirsten Clark    | Super-G            | –           | –       | –           | –       | DNF         | DNF    |
| Kristina Koznick | Slalom             | 46,73 s     | 9       | DNF         | DNF     | DNF         | DNF    |
| Caroline Lalive  | Alpine Kombination | 1:31,05 min | 14      | 1:13,71 min | 10      | 2:44,76 min | 7      |
| Caroline Lalive  | Riesenslalom       | DNF         | DNF     | DNF         | DNF     | DNF         | DNF    |
| Jonna Mendes     | Abfahrt            | –           | –       | –           | –       | 1:30,89 min | 17     |
| Jonna Mendes     | Alpine Kombination | 1:31,16 min | 15      | 1:17,43 min | 16      | 2:48,59 min | 14     |
| Jonna Mendes     | Super-G            | –           | –       | –           | –       | 1:20,35 min | 32     |
| Kathleen Monahan | Abfahrt            | –           | –       | –           | –       | 1:32,22 min | 26     |
| Kathleen Monahan | Super-G            | –           | –       | –           | –       | 1:20,25 min | 29     |
| Tasha Nelson     | Slalom             | DNF         | DNF     | DNF         | DNF     | DNF         | DNF    |
| Julie Parisien   | Riesenslalom       | 1:25,34 min | 30      | 1:37,44 min | 27      | 3:02,78 min | 28     |
| Julie Parisien   | Slalom             | 47,91 s     | 22      | 48,44 s     | 13      | 1:36,35 min | 13     |
| Sarah Schleper   | Riesenslalom       | 1:23,63 min | 26      | DNF         | DNF     | DNF         | DNF    |
| Sarah Schleper   | Slalom             | 49,17 s     | 31      | 50,25 s     | 22      | 1:39,42 min | 22     |
| Alex Shaffer     | Alpine Kombination | 1:32,53 min | 19      | 1:12,71 min | 7       | 2:45,24 min | 9      |
| Alex Shaffer     | Riesenslalom       | 1:25,02 min | 29      | DNF         | DNF     | DNF         | DNF    |
| Picabo Street    | Abfahrt            | –           | –       | –           | –       | 1:29,54 min | 6      |
| Picabo Street    | Super-G            | –           | –       | –           | –       | 1:18,02 min | Gold   |
| Männer           |                    |             |         |             |         |             |        |
| Chad Fleischer   | Alpine Kombination | DNF         | DNF     | DNF         | DNF     | DNF         | DNF    |
| Chad Fleischer   | Super-G            | –           | –       | –           | –       | 1:40,19 min | 34     |
| Sacha Gros       | Riesenslalom       | 1:24,57 min | 29      | 1:22,32 min | 28      | 2:46,89 min | 26     |
| Matt Grosjean    | Alpine Kombination | DNF         | DNF     | DNF         | DNF     | DNF         | DNF    |
| Matt Grosjean    | Slalom             | 56,58 s     | 11      | 55,98 s     | 16      | 1:52,56 min | 15     |
| AJ Kitt          | Abfahrt            | –           | –       | –           | –       | DNF         | DNF    |
| Chip Knight      | Slalom             | DNF         | DNF     | DNF         | DNF     | DNF         | DNF    |
| Andy LeRoy       | Slalom             | DNF         | DNF     | DNF         | DNF     | DNF         | DNF    |
| Bode Miller      | Riesenslalom       | 1:56,98 min | 46      | DQ          | DQ      | DQ          | DQ     |
| Bode Miller      | Slalom             | 57,52 s     | 22      | DNF         | DNF     | DNF         | DNF    |
| Tommy Moe        | Abfahrt            | –           | –       | –           | –       | 1:51,43 min | 12     |
| Tommy Moe        | Alpine Kombination | DNS         | DNS     | DNS         | DNS     | DNS         | DNS    |
| Tommy Moe        | Super-G            | –           | –       | –           | –       | 1:35,97 min | 8      |
| Casey Puckett    | Riesenslalom       | DNF         | DNF     | DNF         | DNF     | DNF         | DNF    |
| Daron Rahlves    | Riesenslalom       | 1:22,81 min | 21      | 1:20,78 min | 21      | 2:43,59 min | 20     |
| Daron Rahlves    | Super-G            | –           | –       | –           | –       | 1:35,96 min | 7      |
| Kyle Rasmussen   | Abfahrt            | –           | –       | –           | –       | 1:51,09 min | 9      |
| Kyle Rasmussen   | Super-G            | –           | –       | –           | –       | 1:36,52 min | 13     |
| Jason Rosener    | Abfahrt            | –           | –       | –           | –       | 1:52,33 min | 15     |
| Jason Rosener    | Alpine Kombination | DNF         | DNF     | DNF         | DNF     | DNF         | DNF    |

### Skilanglauf
| Athleten                                               | Wettbewerbe               | Zeit        | Rang |
| ------------------------------------------------------ | ------------------------- | ----------- | ---- |
| Frauen                                                 |                           |             |      |
| Nina Kemppel                                           | 5 km Klassisch            | 20:29,7 min | 67   |
| Nina Kemppel                                           | 10 km Freistil Verfolgung | DNS         | DNS  |
| Nina Kemppel                                           | 15 km Klassisch           | 53:57,2 min | 52   |
| Suzanne King                                           | 15 km Klassisch           | 52:58,9 min | 48   |
| Suzanne King                                           | 30 km Freistil            | 1:34:01,8 h | 43   |
| Laura McCabe                                           | 5 km Klassisch            | 21:06,9 min | 75   |
| Laura McCabe                                           | 10 km Freistil Verfolgung | DNF         | DNF  |
| Laura McCabe                                           | 30 km Freistil            | 1:35:09,9 h | 49   |
| Kerrin Petty                                           | 5 km Klassisch            | 19:36,6 min | 51   |
| Kerrin Petty                                           | 10 km Freistil Verfolgung | 53:48,8 min | 52   |
| Kerrin Petty                                           | 15 km Klassisch           | 52:45,3 min | 47   |
| Kerrin Petty                                           | 30 km Freistil            | 1:33:47,3 h | 41   |
| Laura Wilson                                           | 5 km Klassisch            | 20:24,6 min | 65   |
| Laura Wilson                                           | 10 km Freistil Verfolgung | 55:07,0 min | 57   |
| Laura Wilson                                           | 15 km Klassisch           | 54:10,4 min | 53   |
| Laura Wilson                                           | 30 km Freistil            | 1:33:10,6 h | 36   |
| Kerrin Petty Suzanne King Laura McCabe Laura Wilson    | 4 × 5 km Staffel          | 1:00:51,2 h | 15   |
| Männer                                                 |                           |             |      |
| John Bauer                                             | 10 km Klassisch           | 29:58,4 min | 41   |
| John Bauer                                             | 15 km Freistil Verfolgung | 1:12:49,0 h | 47   |
| John Bauer                                             | 30 km Klassisch           | 1:44:15,3 h | 47   |
| John Bauer                                             | 50 km Freistil            | 2:24:45,4 h | 53   |
| Marc Gilbertson                                        | 50 km Freistil            | 2:24:37,5 h | 52   |
| Marcus Nash                                            | 10 km Klassisch           | 32:11,9 min | 78   |
| Marcus Nash                                            | 15 km Freistil Verfolgung | DNS         | DNS  |
| Marcus Nash                                            | 30 km Klassisch           | 1:44:37,7 h | 49   |
| Marcus Nash                                            | 50 km Freistil            | 2:17:37,8 h | 35   |
| Justin Wadsworth                                       | 10 km Klassisch           | 30:26,3 min | 47   |
| Justin Wadsworth                                       | 15 km Freistil Verfolgung | 1:12:42,3 h | 44   |
| Justin Wadsworth                                       | 30 km Klassisch           | 1:42:21,1 h | 37   |
| Patrick Weaver                                         | 10 km Klassisch           | 30:04,4 min | 43   |
| Patrick Weaver                                         | 15 km Freistil Verfolgung | 1:12:31,5 h | 40   |
| Patrick Weaver                                         | 30 km Klassisch           | DNF         | DNF  |
| Patrick Weaver                                         | 50 km Freistil            | 2:20:37,7 h | 44   |
| Marcus Nash John Bauer Patrick Weaver Justin Wadsworth | 4 × 10 km Staffel         | 1:48:16,4 h | 17   |

### Skispringen
| Athleten                                        | Wettbewerb             | 1. Durchgang | 1. Durchgang | 1. Durchgang | 2. Durchgang  | 2. Durchgang  | 2. Durchgang  | Gesamt        | Gesamt        |
| Athleten                                        | Wettbewerb             | Weite        | Punkte       | Rang         | Weite         | Punkte        | Rang          | Punkte        | Rang          |
| ----------------------------------------------- | ---------------------- | ------------ | ------------ | ------------ | ------------- | ------------- | ------------- | ------------- | ------------- |
| Männer                                          |                        |              |              |              |               |               |               |               |               |
| Alan Alborn                                     | Normalschanze          | 74,0 m       | 79,5         | 42           | ausgeschieden | ausgeschieden | ausgeschieden | ausgeschieden | ausgeschieden |
| Alan Alborn                                     | Großschanze            | 102,5 m      | 82,5         | 44           | ausgeschieden | ausgeschieden | ausgeschieden | ausgeschieden | ausgeschieden |
| Casey Colby                                     | Normalschanze          | 73,0 m       | 79,5         | 42           | ausgeschieden | ausgeschieden | ausgeschieden | ausgeschieden | ausgeschieden |
| Casey Colby                                     | Großschanze            | 109,0 m      | 96,2         | 29           | 97,0 m        | 69,6          | 30            | 165,8         | 30            |
| Brendan Doran                                   | Normalschanze          | 68,5 m       | 69,5         | 52           | ausgeschieden | ausgeschieden | ausgeschieden | ausgeschieden | ausgeschieden |
| Brendan Doran                                   | Großschanze            | 91,5 m       | 58,7         | 58           | ausgeschieden | ausgeschieden | ausgeschieden | ausgeschieden | ausgeschieden |
| Randy Weber                                     | Normalschanze          | 71,0 m       | 74,5         | 49           | ausgeschieden | ausgeschieden | ausgeschieden | ausgeschieden | ausgeschieden |
| Randy Weber                                     | Großschanze            | 98,5 m       | 75,3         | 50           | ausgeschieden | ausgeschieden | ausgeschieden | ausgeschieden | ausgeschieden |
| Mike Keuler Alan Alborn Randy Weber Casey Colby | Großschanze Mannschaft | 350,0 m      | 211,5        | 12           | 386,5 m       | 279,2         | 12            | 490,7         | 12            |

### Snowboard
| Athleten           | Wettbewerbe | Qualifikation | Qualifikation | Qualifikation        | Qualifikation        | Finale        | Finale        | Finale        | Finale        | Finale        | Rang   |
| Athleten           | Wettbewerbe | Lauf 1        | Lauf 1        | Lauf 2               | Lauf 2               | Lauf 1        | Lauf 1        | Lauf 2        | Lauf 2        | Gesamt        | Rang   |
| Athleten           | Wettbewerbe | Punkte        | Rang          | Punkte               | Rang                 | Punkte        | Rang          | Punkte        | Rang          | Punkte        | Rang   |
| ------------------ | ----------- | ------------- | ------------- | -------------------- | -------------------- | ------------- | ------------- | ------------- | ------------- | ------------- | ------ |
| Frauen             |             |               |               |                      |                      |               |               |               |               |               |        |
| Cara-Beth Burnside | Halfpipe    | 36,7          | 2             | bereits qualifiziert | bereits qualifiziert | 36,1          | 5             | 36,5          | 3             | 72,6          | 4      |
| Barrett Christy    | Halfpipe    | 30,3          | 14            | 31,6                 | 10                   | ausgeschieden | ausgeschieden | ausgeschieden | ausgeschieden | ausgeschieden | 14     |
| Shannon Dunn       | Halfpipe    | 33,3          | 7             | 36,6                 | 2                    | 38,8          | 1             | 34,0          | 7             | 72,8          | Bronze |
| Michele Taggart    | Halfpipe    | 26,1          | 18            | 25,5                 | 15                   | ausgeschieden | ausgeschieden | ausgeschieden | ausgeschieden | ausgeschieden | 19     |
| Männer             |             |               |               |                      |                      |               |               |               |               |               |        |
| Ron Chiodi         | Halfpipe    | 29,0          | 31            | 32,1                 | 23                   | ausgeschieden | ausgeschieden | ausgeschieden | ausgeschieden | ausgeschieden | 31     |
| Ross Powers        | Halfpipe    | 38,0          | 10            | 39,4                 | 7                    | 40,3          | 3             | 41,8          | 3             | 82,1          | Bronze |
| Todd Richards      | Halfpipe    | 32,4          | 26            | 39,5                 | 6                    | 30,1          | 16            | 39,5          | 8             | 69,6          | 16     |

| Athleten       | Wettbewerbe  | Lauf 1      | Lauf 1 | Lauf 2      | Lauf 2 | Gesamt      | Gesamt |
| Athleten       | Wettbewerbe  | Zeit        | Rang   | Zeit        | Rang   | Zeit        | Rang   |
| -------------- | ------------ | ----------- | ------ | ----------- | ------ | ----------- | ------ |
| Frauen         |              |             |        |             |        |             |        |
| Rosey Fletcher | Riesenslalom | DNF         | DNF    | DNF         | DNF    | DNF         | DNF    |
| Lisa Kosglow   | Riesenslalom | DNF         | DNF    | DNF         | DNF    | DNF         | DNF    |
| Betsy Shaw     | Riesenslalom | DQ          | DQ     | DQ          | DQ     | DQ          | DQ     |
| Sondra van Ert | Riesenslalom | 1:17,89 min | 16     | 1:08,67 min | 11     | 2:26,56 min | 12     |
| Männer         |              |             |        |             |        |             |        |
| Adam Hostetter | Riesenslalom | DNF         | DNF    | DNF         | DNF    | DNF         | DNF    |
| Mike Jacoby    | Riesenslalom | 1:03,53 min | 22     | 1:08,27 min | 16     | 2:11,80 min | 17     |
| Chris Klug     | Riesenslalom | 59,38 s     | 2      | 1:05,87 min | 10     | 2:05,25 min | 6      |